# 츤쿠
츤쿠♂(일본어: つんく♂ 쓴쿠[*], 1968년 10월 29일 ~ )는 일본의 음악 프로듀서이자 가수, 작곡가, 작사가로, 본명은 테라다 미츠오(寺田光男 데라다 미쓰오[*])이며 종합 엔터테인먼트 사무소 TNX 주식회사의 대표이사이자 사장이다. 배우 활동을 한 적도 있으며 공식 사이트에는 "음악가, 종합 엔터테인먼트 프로듀서"라고 쓰여 있다. 오사카부 히가시오사카시 출신이며 긴키 대학 부속 고등학교와 긴키 대학 상경학부를 졸업했다.

## 인물
- 〈츤쿠♂〉라는 예명의 유래는 어릴 적 머리카락이 뾰쪽하게(ツン) 서있는 모양을 하고 있어서 친구들로부터 "츤쿤"이라고 불렸던 것에서 유래된 이름이다.
- 기쿠치 모모코의 이벤트와 악수회에까지 갈 정도의 대 팬이었다. 그리고 도쿄퍼포먼스돌과 같은 그룹을 만들어보고 싶다는 구상을 가진 적이 있었기 때문에 모닝구무스메의 프로듀서로서 활동을 시작하는 계기가 되었다. 또한 “밴드 활동의 경험을 살려서 프로듀서업에 진출하고 싶어졌다.” 라고 하였다.
- 음악평론가였던 고 후쿠다 이치로와 친분이 있어, 모닝구무스메의 프로듀서가 되는 것이 결정되었을 때에 푸에르토리코의 아이돌 그룹 《메누드》를 참고하도록 조언을 받았다고 한다.
- 어릴 적부터 오와라이를 무척이나 좋아했던 것으로 유명하다.
- 샤란Q 시절, 아직 인기를 얻기 전에 사무소 선배인 모리타카 치사토에게 신세를 졌다.
- 1999년에 중화민국에 일어난 지진의 복구를 위해 모금 활동을 하는 등 자원 봉사 활동에 열심이다.
- 출신지인 히가시오사카시의 이미지송을 작곡하여 노래를 불렀다. 히가시오사카 시의 홈페이지에서 들을 수 있다.
- Mr.Children의 사쿠라이 카츠토시, ulfuls의 도타스 마츠모토, 기무라 유이치, 하카타하나마루 다이키치 등 많은 연예인과 친분이 있다
- 작사가인 고(故) 아쿠 유(阿久 悠)를 존경하며 작사 등에서 영향을 받은 부분이 있다.
- 츤쿠♂는 프로듀스 작업상의 고충으로써 국민 중에서 뽑힌 미녀 집단 속에서 일하는 것은 고문에 가깝다고 고백한 적이 있다. 그 이유는 건전한 남성이라면 미녀를 좋아하기 때문에 당연히 이성으로서 상대방을 보고 싶은 마음이 들기 때문이다. 하지만 그래서는 프로듀서로서 일을 해 나갈 수가 없다. 그 때문에 자신이나 멤버들이 이성을 생각하지 않도록 하는 것이 중요하다고 고백하였다. 또한 그러한 여성을 좋아하는 마음을 악곡 제작에 힘씀으로써 좋은 악곡을 만들게 된다고 잡지와의 대담에서 밝혔다.